# دانيال دينيسون
دانيال دينيسون (بالإنجليزية: Daniel Denison)‏ هو لاعب غولف بريطاني، ولد في 14 فبراير 1985 في ليدز في المملكة المتحدة.

## وصلات خارجية
- دانيال دينيسون على موقع رابطة أوروبا للاعبي الغولف المحترفين (الإنجليزية)
- دانيال دينيسون على موقع التصنيف العالمي الرسمي للغولف (الإنجليزية)